# Tancul Iosif Stalin
Acest articol se referă la tancul Iosif Stalin.  Pentru alte sensuri, vedeți Stalin (dezambiguizare).
Iosif Stalin (abreviat IS, JS sau ИС în funcție de grafie) a fost denumirea unei serii de tancuri grele proiectate de către Uniunea Sovietică în timpul celui de-al Doilea Război Mondial. Tancul a fost denumit după liderul sovietic Iosif Vissarionovici Stalin, fiind dotat cu un blindaj gros rezistent la proiectilele perforante ale tunurilor germane de calibru 88 mm. Era echipat cu tunul D25-T de calibrul 122 mm, capabil să penetreze blindajul frontal al tancului mediu german Panther. A fost proiectat ca un tanc de străpungere, având la dispoziție un proiectil exploziv foarte eficient împotriva fortificațiilor inamice. Tancul Iosif Stalin a apărut pe front în luna aprilie a anului 1944, fiind folosit de Armata Roșie ca vârf de lance în Bătălia Berlinului.